# Cantus Polonicus
Cantus Polonicus – chór kameralny z Zielonej Góry, istniejący od 2006. CANTUS POLONICUS ma charakter ponadregionalny i powstał dzięki współpracy członków dawnego CANTORES VIRIDIMONTANI z zespołem HARMONOLOGIA podczas wielu projektów koncertowych i nagraniowych, jakie miały miejsce na przestrzeni ostatnich lat. Obecnie zespół tworzą śpiewacy związani między innymi z Krakowem, Poznaniem i Wrocławiem, ale podstawowy skład regularnie odbywa próby w Zielonej Górze:

## Skład
- Ewa Grzybek – sopran
- Magdalena Rozynek-Siring  – sopran
- Paweł Golczak – kontratenor
- Wojciech Grzesiak – kontratenor
- Krzysztof Mroziński – tenor
- Krzysztof Kozarek – tenor
- Łukasz Wilczyński – bas
- Roman Grzesiak – bas
- Sebastian Tomczyk – bas

## Dotychczasowe działania
CANTUS POLONICUS wykonuje typowy repertuar oratoryjny od klasycyzmu po muzykę współczesną oraz barokowe dzieła w stylu koncertującym i tradycyjny repertuar a cappella.
Dotychczasowe projekty zespołu CANTUS POLONICUS to między innymi:
rok 2006: koncerty w ramach ŚwidnickiegoFestiwalu Bachowskiego, podczas których zabrzmiały polichóralne Stabat Mater Palestriny i romantyczny program z Missą choralis Liszta i Geistliches Lied op. 30 Brahmsa oraz Missa Sancta Anna Mielczewskiego przy współudziale HIS MAJESTY'S SAGBUTTS & CORNETTS; koncert w ramach Festiwalu „Pieśni Naszych Korzeni” w Jarosławiu rejestrowany dla II programu POLSKIEGO RADIA; koncerty w ramach festiwalu Wratislavia Cantans wraz z zespołem MUSICA FIATA z programem obejmującym dzieła Schütza i Mielczewskiego.
rok 2007: cykl koncertów o wspólnym tytule „Muzyka w Zabytkach]” oraz koncert w ramach cyklu Koncerty Organowe, HAYDN Mała Msza Organowa – kościół św. Krzyża w Świdnicy, a także koncert w ramach VIII Międzynarodowego Festiwalu Bachowskiego w Świdnicy, gdzie zespół wykonał Messe de Requiem mało znanego francuskiego kompozytora TABARTa pod kierownictwem Yves'a Bilgera (Francja).
rok 2008: koncert z cyklu „Trzy Pasje”, który odbył się we Wrocławiu w Kościele Uniwersyteckim pw. Najśw. Imienia Jezus oraz koncert z cyklu „Muzyka w Zabytkach"

## Do posłuchania
- H.Schutz-Musikalische Exequien II.